# Papuaduvhök
Papuaduvhök (Astur meyerianus) är en fågel i familjen hökar inom ordningen hökfåglar.

## Utseende och läte
Papuaduvhöken är en kraftfull rovfågel. Den har svart ovansida och vit undersida med tunn svart tvärbandning på flankerna. Ögonen är gula, liksom benen och näbbroten. Adulta fågeln kan svårligen förväxlas med andra arter, men en sällsynt helsvart form (liksom ungfågeln) är mycket lik en svart form av rostskuldrad hök. I dessa dräkter har meyerduvhöken dock mörka ögon. Lätet beskrivs som en serie stigande skrin.

## Utbredning och systematik
Fågeln förekommer i Moluckerna, Nya Guinea, Niu Briten och Salomonöarna. Den behandlas som monotypisk, det vill säga att den inte delas in i några underarter.

### Släktskap och släktestillhörighet
Papuaduvhök står nära duvhöken (A. gentilis) som enligt DNA-studierna faktisk står närmare kärrhökarna i Circus än typarten för Accipiter, den europeiska sparvhöken (Accipiter ninus). För att kärrhökarna ska kunna behållas i ett eget släkte delas därför Accipiter delas upp i flera mindre släkten, däribland Astur.

## Levnadssätt
Papuaduvhöken påträffas sällsynt i bergsbelägna skogsbryn och gläntor. Den tar en rad olika byten i flykten, framför allt duvor.

## Status och hot
Artens världspopulation uppskattas till endast 1.000 till 10.000 individer. Den tros också minska i antal, dock inte tillräckligt kraftigt för att den ska betraktas som hotad. I kombination med artens relativt stora utbredningsområde kategoriserar internationella naturvårdsunionen IUCN därför arten som livskraftig (LC).

## Namn
Fågelns vetenskapliga artnamn hedrar Aron Baruch Meyer (känd som Adolf Bernhard Meyer) (1840-1911), tysk läkare och samlare av specimen i Ostindien och på Nya Guinea. Fram tills nyligen kallades den meyerduvhök eller Meyers duvhök även på svenska, men justerades 2022 till ett enklare och mer informativt namn av BirdLife Sveriges taxonomikommitté, initialt till papuahök men justerat till papuaduvhök 2024 för att betona artens nära släktskap med duvhöken.